# Piers Thynne
Piers Thynne (20 de junho de 1977) é um engenheiro britânico que atualmente ocupa o cargo de diretor de operações da equipe de Fórmula 1 da McLaren.

## Carreira
Thynne serviu como oficial do exército, o que incluiu viagens operacionais no Iraque. Ele iniciou sua carreira no automobilismo com a Ascari. Ele também passou vários anos na Xtrac em uma posição de gestão importante.
Thynne se juntou à McLaren Racing em 2008 e ocupou vários cargos de liderança na equipe. Ocupando várias funções de liderança dentro da equipe, incluindo os cargos de chefe de programas e de diretor executivo de operações a partir de julho de 2019 e foi responsável pela estratégia operacional da fábrica, incluindo gerenciamento de projetos, qualidade, fabricação, construção, teste, logística, transporte e patrimônio.
Thynne foi nomeado diretor de operações em março de 2023, apoiando o chefe da equipe, Andrea Stella, na missão de inovar e elevar os padrões da McLaren em todas as funções da equipe.